# Allopauropus disappendicalis
Allopauropus disappendicalis är en mångfotingart som beskrevs av Ulf Scheller 1997. Allopauropus disappendicalis ingår i släktet småfåfotingar, och familjen fåfotingar. Inga underarter finns listade i Catalogue of Life.